# 奧氏兔銀鮫
奧氏兔銀鮫，為軟骨魚綱銀鮫目短鼻銀鮫科的其中一種。

## 分布
本魚分布於東印度洋和西南太平洋。為澳洲特有種。

## 深度
水深120至350公尺。

## 特徵
本魚體側扁而延長，向後漸細小。頭部大，吻略突出，眼大。魚體呈銀灰色或銀黑色，上下頷齒呈鸚鵡的鳥喙狀。背鰭2個，第一背鰭呈三角形並具1枚大硬棘，第二背鰭則呈狹長帶狀；胸鰭寬大，尾鰭長，無臀鰭。體長可達85公分。

## 生態
屬於深海底棲性魚類，游泳能力不強，大多在離海底不遠處緩慢游動。肉食性，主要以小型底棲動物為食。

## 經濟利用
不是良好的食用魚，背鰭硬棘具毒性，須注意。